# Шији (Ардени)
Шији (фр. Chilly) насеље је и општина у североисточној Француској у региону Шампањ-Арден, у департману Ардени која припада префектури Шарлвил Мезјер.
По подацима из 2011. године у општини је живело 158 становника, а густина насељености је износила 26,83 становника/km². Општина се простире на површини од 5,89 km². Налази се на средњој надморској висини од 215 метара.

## Демографија
| 1962. | 1968. | 1975. | 1982. | 1990. | 1999. | 2011. |
| ----- | ----- | ----- | ----- | ----- | ----- | ----- |
| 128   | 131   | 133   | 111   | 111   | 113   | 158   |

График промене броја становника у току последњих година